# أشورا
أشورا (باليابانية: 阿修羅のごとく) مسلسل دراما ياباني من اخراج هيروكازو كورئيدا وبطولة ريه ميازاوا وماتشيكو أونو ويو أوي، وانتاج نتفليكس، عرض لأول مرة في 9 يناير 2025.

## القصة
في طوكيو عام 1979، تكشف أربع شقيقات عن العلاقة الغرامية لوالدهن المُسن، تصُدم بنات تاكيزاوا الأربع بخيانة والدهن، ويحاولن التعامل مع الموقف دون إخبار والدتهن فوجي، بينما يكافحن أيضًا مع تعقيدات ومشاكل حياتهن الشخصية.

## الممثلون
- ريه ميازاوا، بدور: تسوناكو ميتامورا (الابنة الكبرى).[3]

أرملة تعمل كمدرّسة لفن تنسيق الزهور. غادر ابنها البالغ المنزل، وهي نفسها متورطة في علاقة غرامية طويلة الأمد مع صاحب مطعم، وهو رجل متزوج ولديه أطفال.
- ماتشيكو أونو، بدور: ماكيكو ساتومي (الابنة الثانية).[3]

ربة منزل متزوجة من تاكاو ولديها ابن وابنة. حياتها تبدو مستقرة، لكنها تشك في أن زوجها يخونها.
- يو أوي، بدور: تاكيكو تاكيزاوا (الابنة الثالثة).[3]

عزباء وتعمل في مكتبة. هي بطبيعتها شخصية جادة. ترتدي نظارات بإطار أسود بسيط ولديها عقدة من أخواتها الأكبر والأجمل. رغم أنها فضولية بشأن الحب، إلا أنها تفتقر إلى الشجاعة للبحث عنه.
- سوزو هيروسه، بدور: ساكيكو تاكيزاوا (الابنة الرابعة).[3]

تعمل في مقهى. في المدرسة، كانت متقدمة على أقرانها، ولكنها لم تكن مهتمة بالدراسة مثل شقيقاتها. تعيش مع ملاكم محترف صاعد.
- ماساهيرو موتوكي، بدور: تاكاو ساتومي (زوج ماكيكو).[3]
- ريوهي ماتسودا، بدور: شيزو كاتسوماتا (المحقق في كوشينشو).[3]
- كيسيتسو فوجيوارا، بدور: هيديميتسو جيناي (الملاكم الذي يواعد ساكيكو).[3]
- سييو أوشينو، بدور: سادهارو ماسوكاوا (صاحب مطعم وعشيق تسوناكو).[3]
- جون كونيمورا، بدور: كوتارو تاكيزاوا (والد الأخوات الأربع).[3]
- كيكو ماتسوزاكا، بدور: تاكيزاوا فوجي (أم الأخوات الأربع).[3]
- يوي ناتسوكاوا، بدور: تويوكو ماسوكاوا (زوجة سادهارو).[3]
- ناهو تودا، بدور: توموكو تسوتشيا (عشيقة كوتارو).[3]
- كومي تاكيوتشي، بدور: كيكو أكاجي (مرؤوس تاكاو).[3]
- شيرو هيروشي، بدور: هيرو ساتومي (الابن الأكبر لماكيكو وتاكاو).[3]
- مارو نوتشي، بدور: يوكو ساتومي (الابنة الكبرى لماكيكو وتاكاو).[3]
- جونكو تاكاهاتا، بدور ماكي جيناي (والدة جيناي).[3]
- فوكوشيما إيتاي، بدور: شوجي تسوتشيا (ابن توموكو).[3]
- ريوتا ميورا، بدور: ماساكي ميتامورا (ابن تسوناكو).[3]
- نانا ميزوغوتشي، بدور: ساتوكو تسوبوتا (خطيبة ماساكي ميتامورا).[3]

## الاستقبال
حصل المسلسل على إشادة إجماعية، حيث وصفه المراجعون من صحيفة الغارديان وصحيفة نيويورك تايمز بأنه «أفضل دراما على نتفليكس منذ سنوات»، و«جيد للغاية لدرجة أنه يجعل العروض الأخرى تبدو سيئة».
على موقع تجميع المراجعات روتن توميتوز، حصل على 100% من 15 مراجعة نقدية إيجابية. منحت جولي هيرمان من كومن سينس ميديا المسلسل درجة خمس نجوم من أصل خمس.

## الحلقات
| ر. الإجمالي | العنوان  | تاريخ العرض الأصلي |
| --- | -------- | ------------------ |
| 1 | «حلقة 1» | 9 يناير 2025       |
| في صباح يوم شتوي، تدعو الأخت المتحفظة عادةً، تاكيكو، شقيقاتها الثلاث لاجتماع وتنقل لهن أخبارًا صادمة عن العلاقة الغرامية لوالدهن.             |          |                    |
| 2 | «حلقة 2» | 9 يناير 2025       |
| تشعر ماكيكو بالقلق حيال سماع الخبر، وترى في المنام رؤية مشؤومة. فيما تقرأ الأخوات رسالة حول هذه العلاقة في الصحيفة المحلية.                 |          |                    |
| 3 | «حلقة 3» | 9 يناير 2025       |
| تواجه ساكيكو خيانة مؤلمة وتقع تاكيكو في غرام أحدهم، فيما تتخذ علاقة تسوناكو منعطفًا خطيرًا، وترى ماكيكو والدتها في مكانٍ ما فجأة.              |          |                    |
| 4 | «حلقة 4» | 9 يناير 2025       |
| حين يتسبب كوتارو في إشعال حريق من غير قصد، تعود الشقيقات الأربع إلى منزل طفولتهن للتعامل مع تداعيات الحدَث، في ظل أجواء حافلة بالجدل والضحك. |          |                    |
| 5 | «حلقة 5» | 9 يناير 2025       |
| تعمّ الفوضى وتحتد الغطرسة حين يجد كوتارو مستأجرًا. وتلتقي تسوناكو بخطيبة ابنها، فيما تواجه ماكيكو الشكوك، وتجتمع العائلة لحضور حفل زفاف.      |          |                    |
| 6 | «حلقة 6» | 9 يناير 2025       |
| بينما تجد ساكيكو صعوبة في التأقلم مع سلوك هيدي المتقلّب، تسعى ماكيكو لإشغال نفسها بالبحث عن شريك حياة زوجية لـتسوناكو المتردّدة.              |          |                    |
| 7 | «حلقة 7» | 9 يناير 2025       |
| بينما تخرج بعض الأمور غير المتوقعة عن نطاق السيطرة، تحاول بنات تاكيزاوا تجاوز الفروقات والتوترات قديمة العهد ودعم بعضهن بعضًا.               |          |                    |

## روابط خارجية
- أشورا على موقع IMDb (الإنجليزية)
- أشورا على موقع ميتاكريتيك (الإنجليزية)
- أشورا على موقع روتن توميتوز (الإنجليزية)
- أشورا على موقع نتفليكس (الإنجليزية)
- أشورا على موقع فيلمافينيتي (الإسبانية)
- أشورا على موقع قاعدة بيانات الفيلم (الإنجليزية)